# Aurinotus auricornis
Aurinotus auricornis är en insektsart som beskrevs av Capener 1960. Aurinotus auricornis ingår i släktet Aurinotus och familjen hornstritar. Inga underarter finns listade i Catalogue of Life.